# Harry Reid International Airport
Harry Reid International Airport (IATA: LAS, ICAO: KLAS, FAA LID: LAS), dříve McCarran International Airport, je hlavní komerční letiště, které obluhuje hlavní metropolitní oblast v americkém státě Nevada Las Vegas Valley. Leží v Paradise asi 8 km jižně od centa Las Vegas. Jméno nese po americkém senátorovi Harrym Reidovi, členovi Demokratické strany. Letiště leží na ploše asi 11,3 km2.
Dříve neslo jméno po předchůdci senátora Reida, také senátorovi Patu McCarranovi, členu Demokratické strany, který přispěl k rozvoji letectví jak v Las Vegas, tak i v celostatní míře.
Před tímto letištěm obsluhovalo Las Vegas letiště Anderson Field otevřené v listopadu 1920. Letiště McCarran bylo postaveno roku 1942 a pro komerční lety otevřeno v roce 1948. Od té doby prošlo různými úpravami. Skládá se ze čtyř runwayí a dvou terminalů: Terminal 1 a Terminal 3.
Jsou odsud odbavovány nepřetržité lety do Severní Ameriky, Evropy a Asie.